# کارلو ماتئوچی
 کارلو ماتئوچی (انگلیسی: Carlo Matteucci؛ متولد ۲۱ ژوئن ۱۸۱۱ درگذشته ۲۵ ژوئن ۱۸۶۸) یک دانشمند اهل ایتالیا بود. 